# 12. srpen
12. srpen je 224. den roku podle gregoriánského kalendáře (225. v přestupném roce). Do konce roku zbývá 141 dní.

## Události

### Česko
- 1881 – Pražské Národní divadlo bylo 2 měsíce po slavnostním otevření poničeno požárem.
- 1914 – Čeští dobrovolníci žijící v Rusku založili Českou družinu, předchůdkyni Československých legií.
- 1919 – V Ostravě bylo otevřeno Národní divadlo moravskoslezské.
- 1969 – V AZNP Mladá Boleslav vypukl požár, který během čtyř dní způsobil přímou škodu cca 320 milionů Kčs (na technologiích, dílech, materiálech aj.), celkové škody pro celé hospodářství ČSSR byly odhadnuty na 1 mld Kčs.
- 1978 – Byl otevřen první úsek linky A pražského metra ze stanice Dejvická na Náměstí Míru.
- 2002 – Vyhlášen stav ohrožení v jižních Čechách, začíná jedna z největších povodní v českých zemích.

### Svět
- 1687 – V bitvě u Nagyharsány porazila vojska Habsburské monarchie armádu Osmanské říše
- 1759 – Sedmiletá válka: V bitvě u Kunersdorfu Pjotr Semjonovič Saltykov a Ernst Gideon von Laudon porazili pruského krále Fridricha II. Velikého
- 1806 – První srbské povstání: začala čtyřdenní bitva u Mišaru.
- 1833 – Bylo založeno americké město Chicago.
- 1845 – V neapolském Teatro San Carlo měla premiéru Verdiho opera Alzira.
- 1866 – Mezi Itálií a Rakouským císařstvím skončila Třetí italská válka za nezávislost a Itálie získala území Benátek.
- 1898 – Na základě Newlandsovy rezoluce USA anektovaly Havajskou republiku.
- 1908 – Henry Ford zkonstruoval první auto z řady Model T.
- 1949 – Byla schválena Ženevská úmluva o ochraně civilních osob za války.
- 1953 – V Semipalatinském jaderném polygonu proběhl test první sovětské termonukleární bomby RDS-37.
- 1962 – Odstartovala sovětská kosmická loď Vostok 4 s kosmonautem Pavlem Popovičem. O den dříve startovala loď Vostok 3 a poprvé tak byly na oběžné dráze dvě kosmické lodě současně.
- 1980 – V uruguayském Montevideu bylo založeno Latinskoamerické integrační sdružení, zabývající se podporou obchodu a ekonomicko-sociálním rozvojem oblasti.
- 1981 – Společnost IBM začala prodávat svůj první osobní počítač IBM PC.
- 1985 – Při havárii Boeingu 747 na lince z Tokia do Ósaky zahynulo 520 lidí, druhý nejvyšší počet v dějinách letectví.
- 2000 – Při explozi na ruské jaderné ponorce K-141 Kursk v Barentsově moři zahynulo všech 118 námořníků na palubě.
- 2005 – NASA vypustila meziplanetární sondu Mars Reconnaissance Orbiter k průzkumu planety Mars.
- 2015 – V čínském přístavu Tchien-ťin došlo k několika explozím, při nichž oficiálně zahynulo 173 lidí a stovky jich bylo zraněno.
- 2018 – NASA vypustila sondu Parker Solar Probe k průzkumu koróny Slunce.

## Narození
Automatický abecedně řazený seznam viz Kategorie:Narození 12. srpna

### Česko

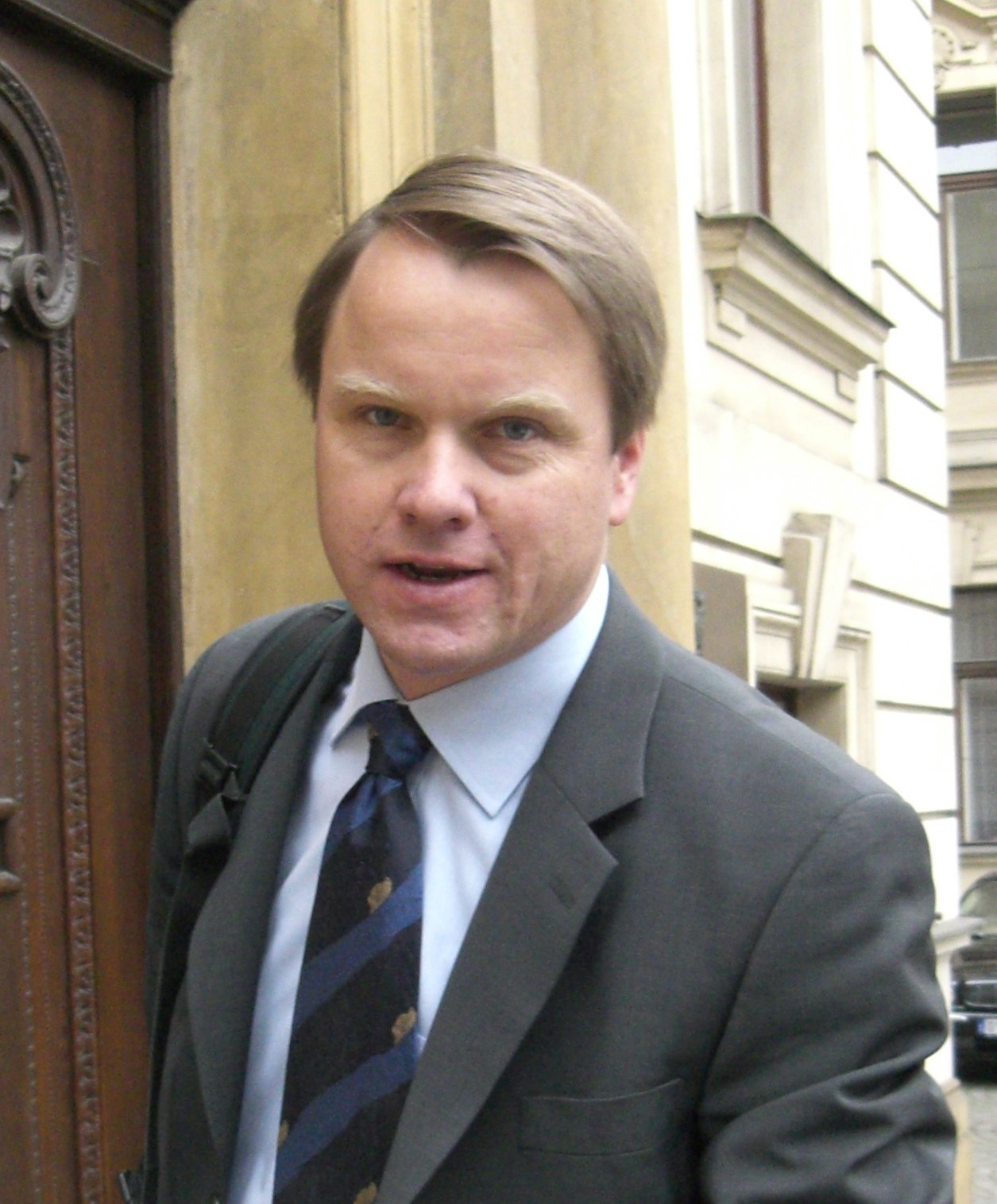
Martin Bursík (* 1959)

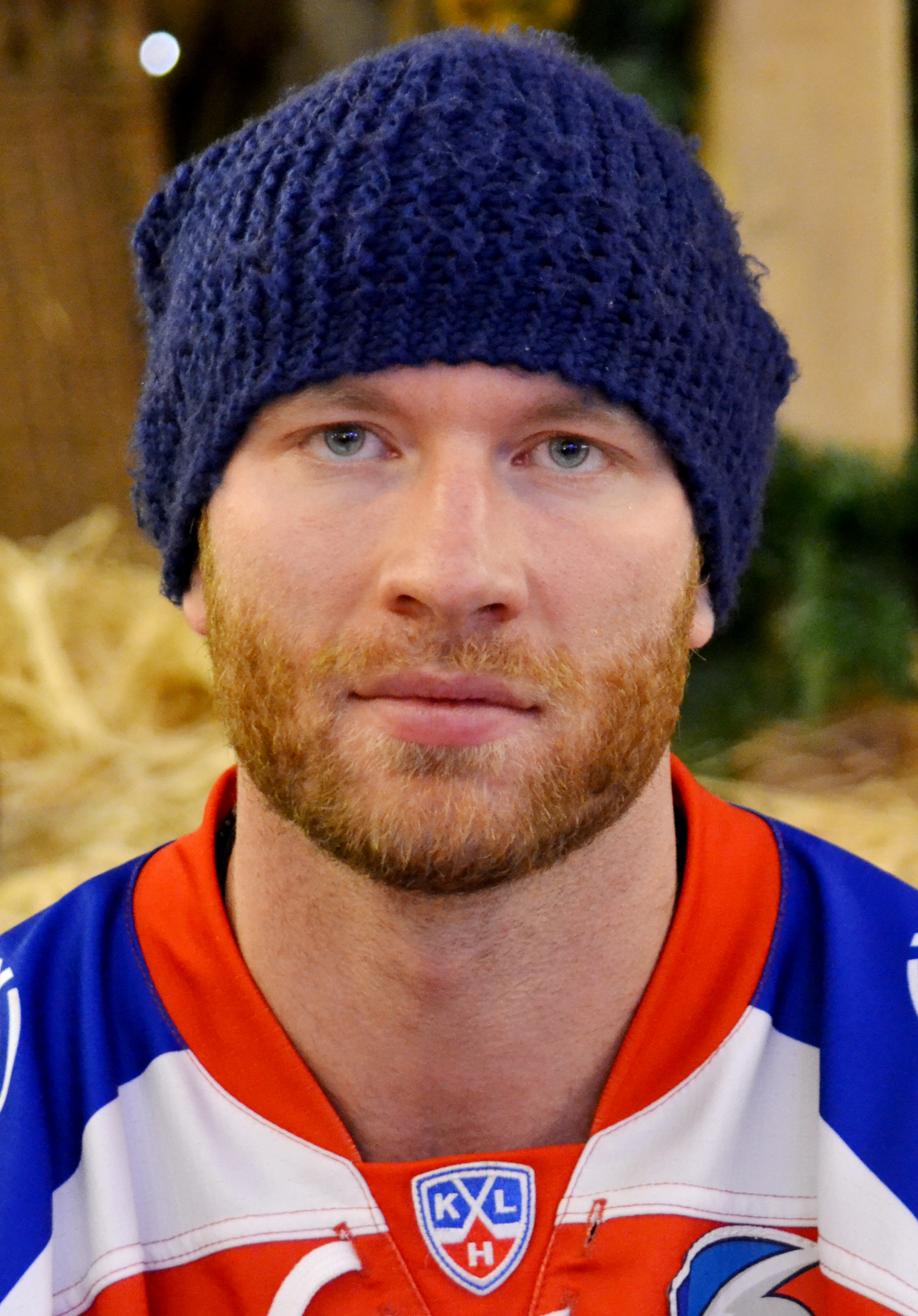
Jiří Novotný (* 1983)

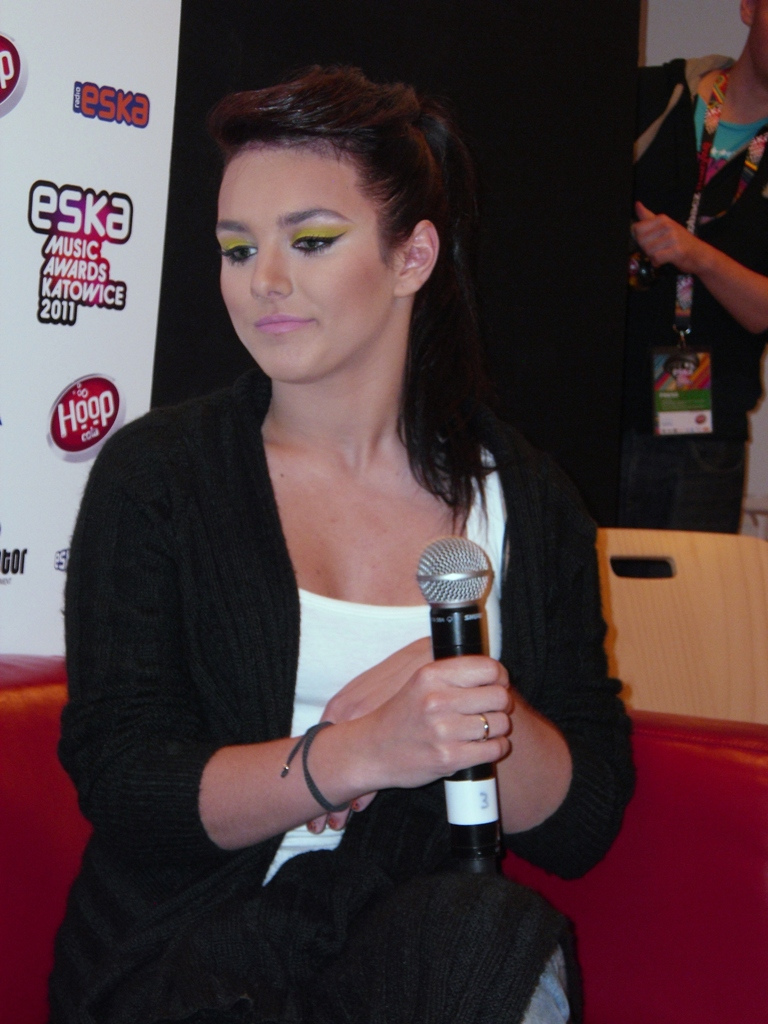
Ewa Farna (* 1993)

- 1644 – Heinrich Biber, hudební skladatel († 3. května 1704)
- 1815 – Ferdinand Spiegel-Diesenberg, šlechtic, velkostatkář a poslanec Moravského zemského sněmu († 23. července 1877)
- 1831 – Sigismund Vašátko, advokát a sběratel lidových písní († 15. listopadu 1886)
- 1837 – Anton Lux, starosta Moravské Ostravy († 24. prosince 1889)
- 1843 – Ferdinand Vališ, pivovarský podnikatel, starosta Prahy († 19. září 1887)
- 1854 – Ignát Herrmann, spisovatel, humorista a redaktor († 8. července 1935)
- 1863 – Václav Kliment, operní pěvec (bas) († 7. března 1918)
- 1868 – Anton Schäfer, československý politik německé národnosti († 24. listopadu 1945)
- 1871 – Jaroslav Kamper, novinář a kritik († 31. října 1911)
- 1872 – Josef Blau, sudetoněmecký učitel, vlastenec a historik († 22. října 1960)
- 1881
  - František Hovorka, varhaník, sbormistr, hudební skladatel a pedagog († 19. ledna 1929)
  - Jozef Kállay, čs. ministr pro správu Slovenska († 10. února 1939)
  - Václav Vačkář, hudební skladatel († 4. února 1954)
- 1895 – Miloš Smatek, hudební skladatel a dirigent († 2. září 1974)
- 1896 – Zdeněk Pešánek, sochař, malíř a architekt († 21. listopadu 1965)
- 1899 – Josef Věromír Pleva, prozaik a spisovatel († 7. září 1985)
- 1905 – Jiří Dohnal, herec a režisér († 9. září 1984)
- 1906 – Václav Zralý, architekt († 29. září 1993)
- 1909 – Bedřich Nikodém, hudební skladatel, trampský písničkář († 19. července 1970)
- 1910 – František Matějek, historik († 10. srpna 1997)
- 1911
  - Pavel Hromek, příslušník výsadku Bauxite († 10. září 1977)
  - Hans Ernest Oplatka, fotograf († 1. prosince 1992)
  - Oldřich Zajíček, fotbalový reprezentant († 21. května 1956)
- 1921 – Vladimír Neuwirth, katolicky orientovaný filosof a překladatel († 22. května 1998)
- 1922 – Milouš Jakeš, politik (†  9. července 2020)
- 1927
  - Stanislav Staněk, akademický malíř († 28. září 2011)
  - Vladislav David, profesor mezinárodního práva († 11. března 2014)
  - Ivan Růžička, hudební skladatel, dirigent a herec († 17. prosince 2014)
- 1928 – Jiří Zahradník, entomolog, fotograf a hudebník († 27. ledna 2020)
- 1931 – Jiří Stránský, spisovatel, scenárista, dramatik, překladatel († 29. května 2019)
- 1943 – Pavel Svojanovský, veslař, reprezentant Československa, olympionik († 31. března 2024)
- 1945 – František Koudelka, malíř a sochař
- 1955 – Milena Vicenová, veterinární lékařka, ministryně zemědělství ČR
- 1956 – Jaroslav Samson Lenk, folkový a trampský zpěvák, kytarista, textař
- 1959 – Martin Bursík, politik
- 1978 – Ivana Vaňková, divadelní herečka
- 1979 – Michal Dvořák, hokejista
- 1983 – Jiří Novotný, lední hokejista
- 1985 – Gabriela Al Dhábba, pop-rocková zpěvačka
- 1993 – Ewa Farna, zpěvačka

### Svět

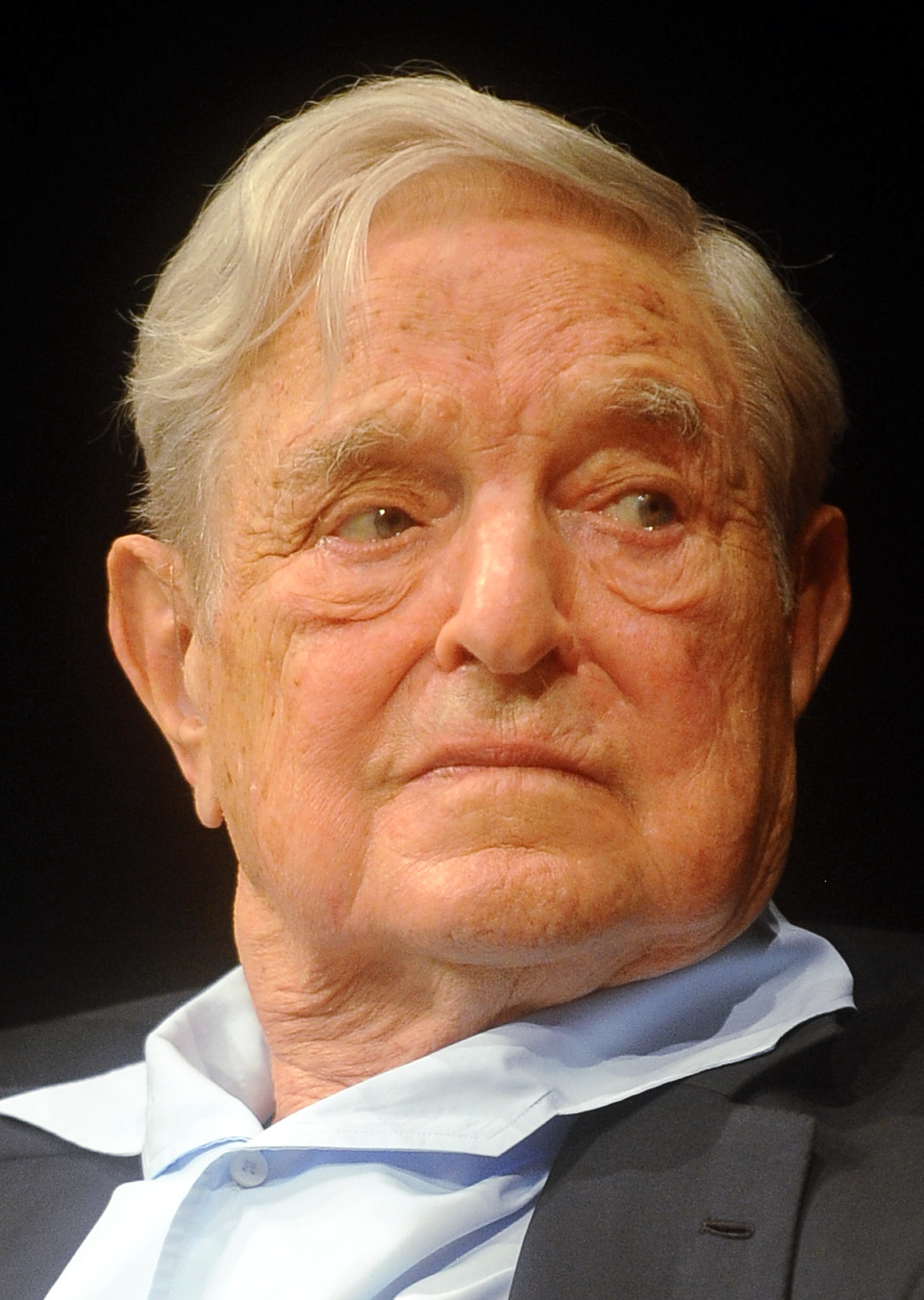
George Soros (* 1930)

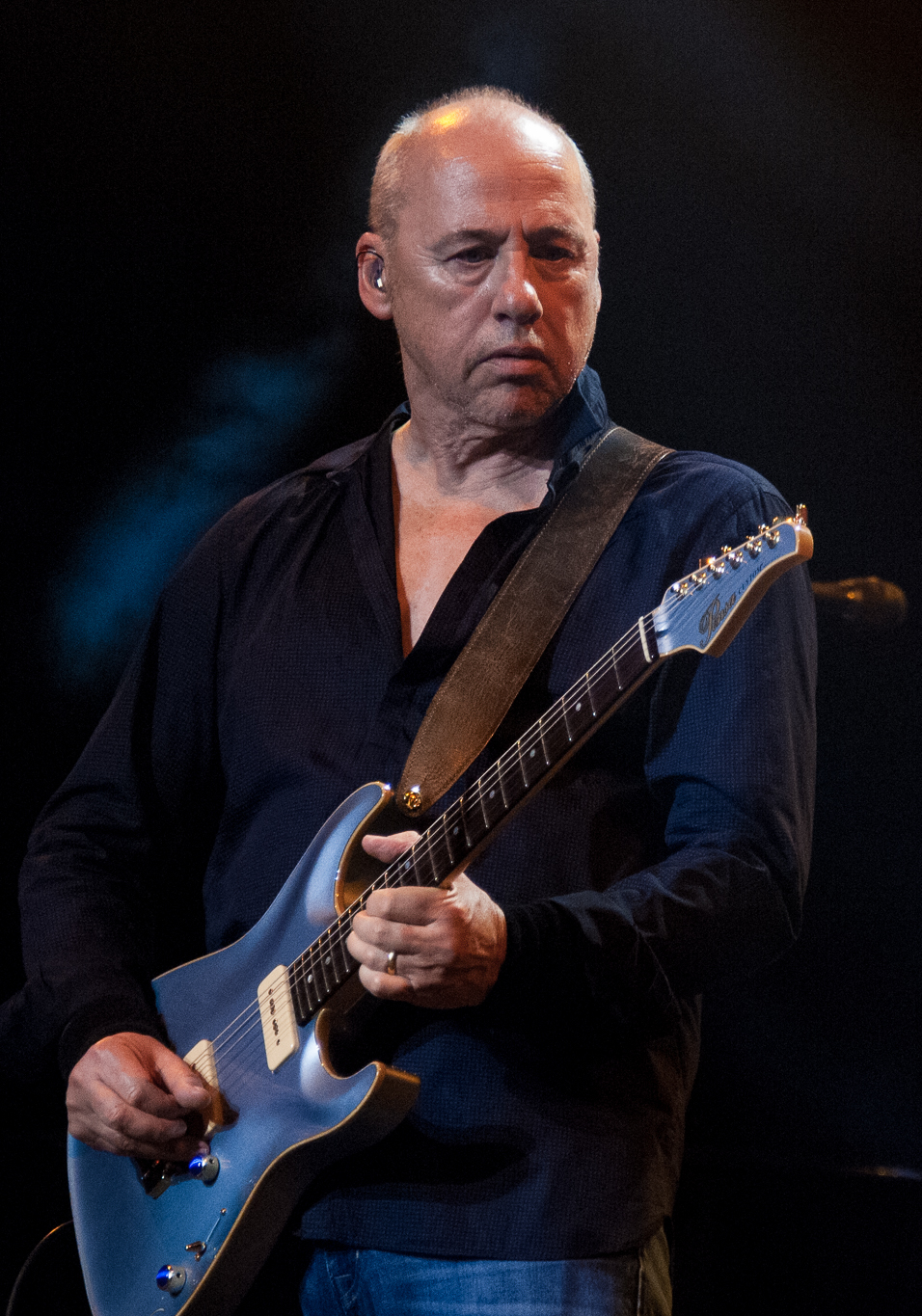
Mark Knopfler (* 1949)

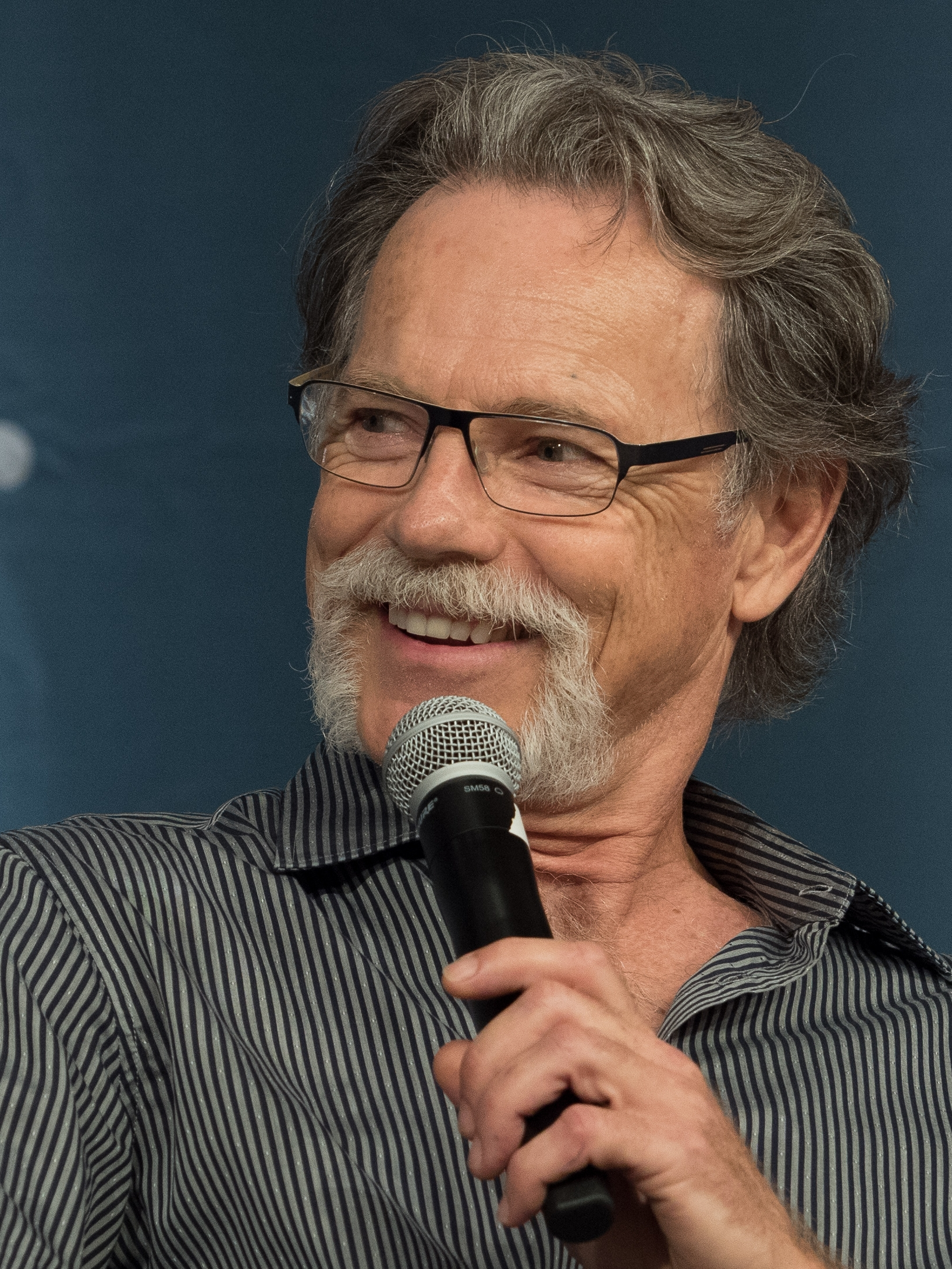
Bruce Greenwood (* 1956)

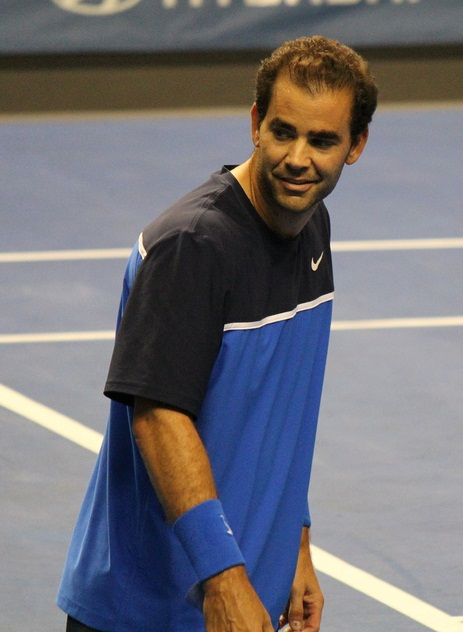
Pete Sampras (* 1971)

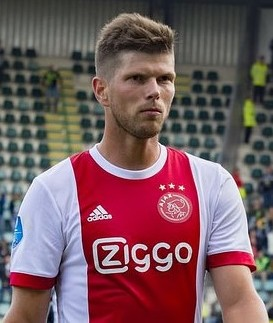
Klaas-Jan Huntelaar (* 1983)

- 1274 – Tu-cung, čínský císař říše Sung (* 2. května 1240)
- 1503 – Kristián III., dánský a norský král († 1. ledna 1559)
- 1566 – Isabela Klára Evženie, španělská princezna, místodržitelka Španělského Nizozemí († 1. prosince 1633)
- 1621 – Albert Dorville, belgický misionář v Číně († 8. května 1662)
- 1626 – pokřtěn Giovanni Legrenzi, italský varhaník a hudební skladatel († 27. května 1690)
- 1629 – Isabella Klára Tyrolská, rakouská arcivévodkyně a vévodkyně mantovská († 24. února 1685)
- 1666 – Antonio Balestra, italský malíř († 21. dubna 1740)
- 1737 – Antoine-Augustin Parmentier, francouzský lékař a dietolog († 13. prosince 1813)
- 1756 – François de Beauharnais, francouzský šlechtic a politik († 3. března 1846)
- 1762 – Jiří IV., britský král († 26. června 1830)
- 1774 – Robert Southey, anglický básník a literární badatel († 21. března 1843)
- 1779 – Jiří Meklenbursko-Střelický, meklenbursko-střelický velkovévoda († 6. září 1860)
- 1797 – Antoine Claudet, francouzský fotograf († 27. prosince 1867)
- 1803 – Joseph Schlegel, rakouský metalurgický odborník a politik († 14. března 1873)
- 1822 – Rodolphe Bresdin, francouzský grafik († 11. ledna 1885)
- 1831 – Helena Petrovna Blavatská, zakladatelka Theosofické společnosti († 8. května 1891)
- 1837 – Sven Berggren, švédský botanik († 28. června 1917)
- 1841 – Leon Van Loo, belgický fotograf († 10. ledna 1907)
- 1843 – Colmar von der Goltz, německý a osmanský polní maršál († 19. dubna 1916)
- 1845 – Al-Mahdí, súdánský vládce a islámský reformátor († 22. června 1885)
- 1862 – Elisabeth Otilie Ehlen, německá malířka († 20. ledna 1943)
- 1866 – Jacinto Benavente, španělský dramatik, nositel Nobelova cena za literaturu († 14. července 1954)
- 1870 – Karl Denke, německý sériový vrah († 22. prosince 1924)
- 1880 – Radclyffe Hall, anglická spisovatelka († 7. října 1943)
- 1881 – Cecil B. DeMille, americký režisér a producent († 21. ledna 1959)
- 1885 – Alexander Albrecht, slovenský hudební skladatel († 30. srpna 1958)
- 1887 – Erwin Schrödinger, rakouský teoretický fyzik, jeden ze zakladatelů kvantové mechaniky († 4. ledna 1961)
- 1889 – Eleazar Sukenik, izraelský archeolog († 28. února 1953)
- 1891 – Dimitrije Ljotić, ministr spravedlnosti jugoslávské vlády za druhé světové války († 23. dubna 1945)
- 1897 – Julius von Bernuth, generálmajor Wehrmachtu († 12. července 1942)
- 1904 – Alexej Nikolajevič, nejmladší syn cara Mikuláše II. († 17. července 1918)
- 1905 – Hans Urs von Balthasar, švýcarský římskokatolický teolog († 26. června 1988)
- 1908 – Jozef Cincík, slovenský reportér a fotograf († 27. února 1982)
- 1910 – Jane Wyattová, americká herečka († 20. října 2006)
- 1912
  - Jerzy Edigey, polský právník a spisovatel († 24. srpna 1983)
  - Samuel Fuller, americký filmový režisér († 30. října 1997)
- 1913 – Alexander Kotov, ruský šachista († 7. ledna 1981)
- 1917 – Adolf Burger, slovenský spisovatel, účastník operace Bernhard († 6. prosince 2016)
- 1920 – Sam Ulano, americký jazzový bubeník († 1. ledna 2014)
- 1921 – Abel Paz, španělský anarchista, bojovník a historik († 13. dubna 2009)
- 1925
  - George Wetherill, americký astrofyzik († 19. července 2006)
  - Guillermo Cano Isaza, kolumbijský novinář († 17. prosince 1986)
- 1927 – Porter Wagoner, americký country zpěvák († 28. října 2007)
- 1929
  - Charles Moore, americký olympijský vítěz v běhu na 400 metrů překážek z roku 1952 († 7. října 2020)
  - Buck Owens, americký country zpěvák a skladatel († 25. března 2006)
- 1930
  - George Soros, americký finančník maďarského původu
  - Jacques Tits, belgický matematik († 5. prosince 2021)
- 1931 – William Goldman, americký spisovatel a scenárista († 16. listopadu 2018)
- 1932 – Dallin H. Oaks, americký právník, profesor a apoštol mormonské církve
- 1935
  - André Kolingba, středoafrický prezident († 7. února 2010)
  - John Cazale, americký filmový a divadelní herec († 12. března 1978)
- 1939 – George Hamilton, americký herec
- 1942 – Martin Seligman, americký psycholog
- 1943 – Geoff Muldaur, americký písničkář
- 1945
  - Ján Fekete, slovenský učitel, prozaik, básník
  - Jean Nouvel, francouzský architekt
- 1947 – Stefano Benni, italský spisovatel
- 1949
  - Mark Knopfler, skotský kytarista, člen skupiny Dire Straits
  - Terry Oldfield, britský hudebník a skladatel
  - Lou Martin, britský varhaník a klavírista († 17. srpna 2012)
- 1951 – Charles Brady, americký astronaut a lékař († 23. července 2006)
- 1952 – Čchen Kchaj-ke, čínský filmový režisér
- 1954
  - François Hollande, francouzský prezident
  - Pat Metheny, americký jazzový kytarista a skladatel
- 1956 – Bruce Greenwood, kanadský herec
- 1971 – Pete Sampras, americký tenista
- 1974 – Peter Pucher, slovenský reprezentant v ledním hokeji
- 1977 – Iva Majoliová, chorvatská tenistka
- 1979 – Austra Skujytė, litevská atletka
- 1980 – Dominique Swainová, americká herečka
- 1982 – Sasu Hovi, finský hokejový brankář
- 1983 – Klaas-Jan Huntelaar, nizozemský fotbalista
- 1993 – Alexander Megos, německý sportovní lezec
- 1999 – Matthijs de Ligt, nizozenmský fotbalista

## Úmrtí
Automatický abecedně řazený seznam viz Kategorie:Úmrtí 12. srpna

### Česko

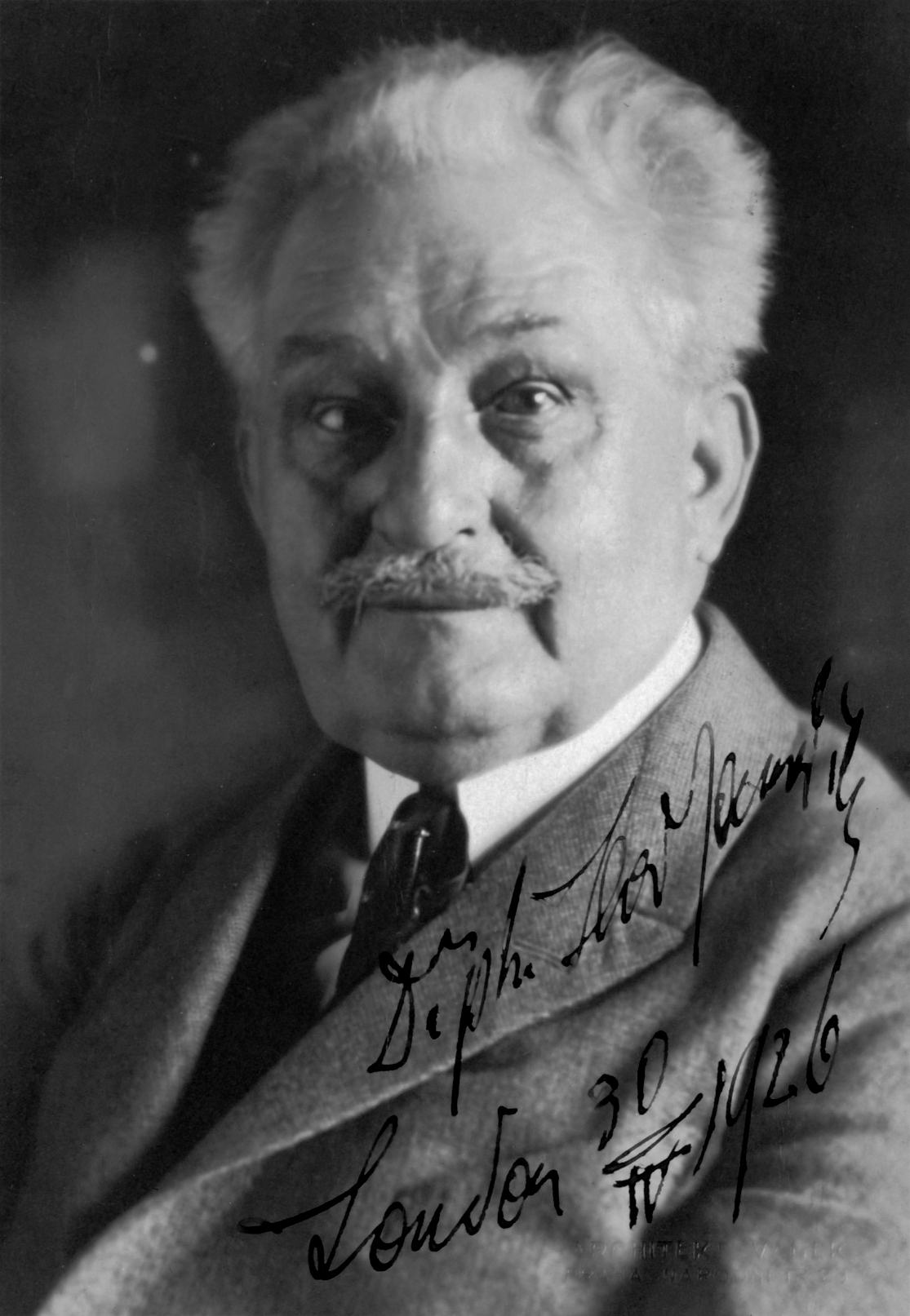
Leoš Janáček († 1928)

- 1222 – Vladislav Jindřich, moravský markrabě z rodu Přemyslovců (* 1160)
- 1680 – Jan Kořínek, jezuitský kněz, filozof a spisovatel († 12. února 1626)
- 1864 – František Alois Skuherský, lékař a filantrop v Opočně († 12. března 1794)
- 1865 – Rudolf Mayer, básník (* 13. října 1837)
- 1893 – Valerián Pejša, lidový spisovatel (* 6. listopadu 1858)
- 1906 – Franz Josef Anton von Pirkershausen, námořní důstojník (* 17. července 1841)
- 1927 – Karel Statečný, první profesor na Husově československé evangelické fakultě bohoslovecké v Praze (* 6. července 1870)
- 1928 – Leoš Janáček, moravský hudební skladatel (* 3. července 1854)
- 1938 – Václav Klement, knihkupec a zakladatel automobilky Laurin a Klement v Mladé Boleslavi (* 16. října 1868)
- 1943
  - Václav Vondřich, cyklistický, motocyklistický a automobilový závodník (* 17. dubna 1874)
  - Bedřich Bezděk, československý politik (* 18. července 1876)
- 1944 – Václav Schuster, národohospodář a politik (* 7. dubna 1871)
- 1955 – Miloslav Fleischmann, lední hokejista (* 24. září 1886)
- 1957 – Josef Bryks, účastník československého protinacistického odboje a oběť komunismu (* 18. března 1916)
- 1964 – Rudolf Maria Mandé, dirigent a hudební skladatel (* 12. ledna 1904)
- 1975 – Jaroslav Josef Malý, cestovatel, orientalista, spisovatel a chemik (* 1. října 1890)
- 1979 – Stanislav Budín, levicový novinář a spisovatel (* 3. března 1903)
- 1995 – Rudolf Barák, komunistický ministr vnitra (* 11. května 1915)
- 1996 – Bohumil Zemánek, sochař a restaurátor (* 10. října 1942)
- 1999 – Zdeňka Bezděková, spisovatelka, filoložka a překladatelka (* 19. dubna 1907)
- 2001 – Michal Kudělka, akademický malíř, ilustrátor, grafik, typograf a pedagog (* 3. září 1943)
- 2011 – Miroslav Richter, archeolog (* 29. května 1932)
- 2014 – Marta Boháčová, operní pěvkyně (* 8. května 1936)
- 2015 – Miloš Hlavica, herec a malíř (* 29. října 1933)
- 2017 – Ivo Pavlík, hudební skladatel, klávesista a klarinetista (* 12. května 1933)

### Svět

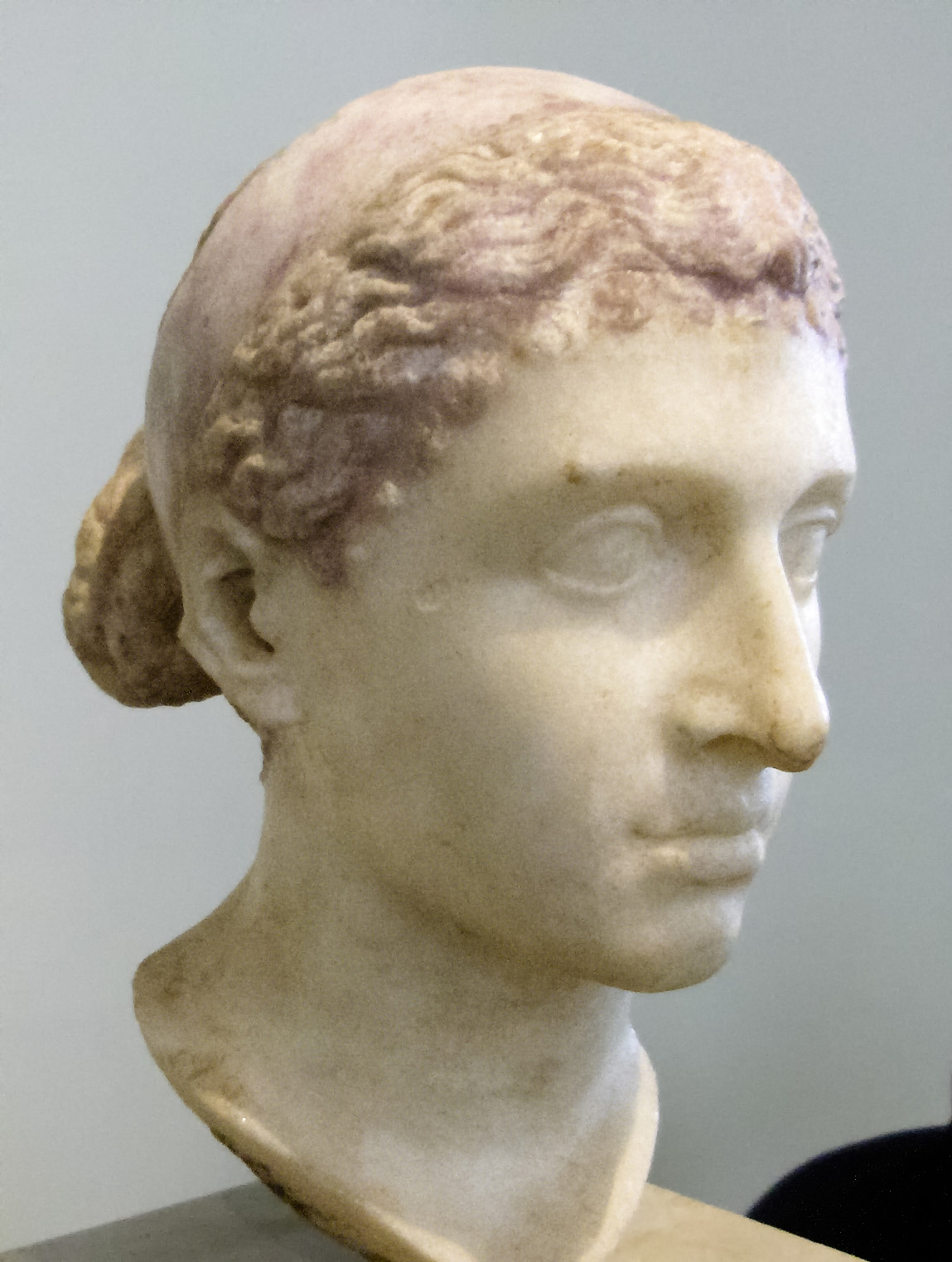
Kleopatra VII. († 30 př. n. l.)

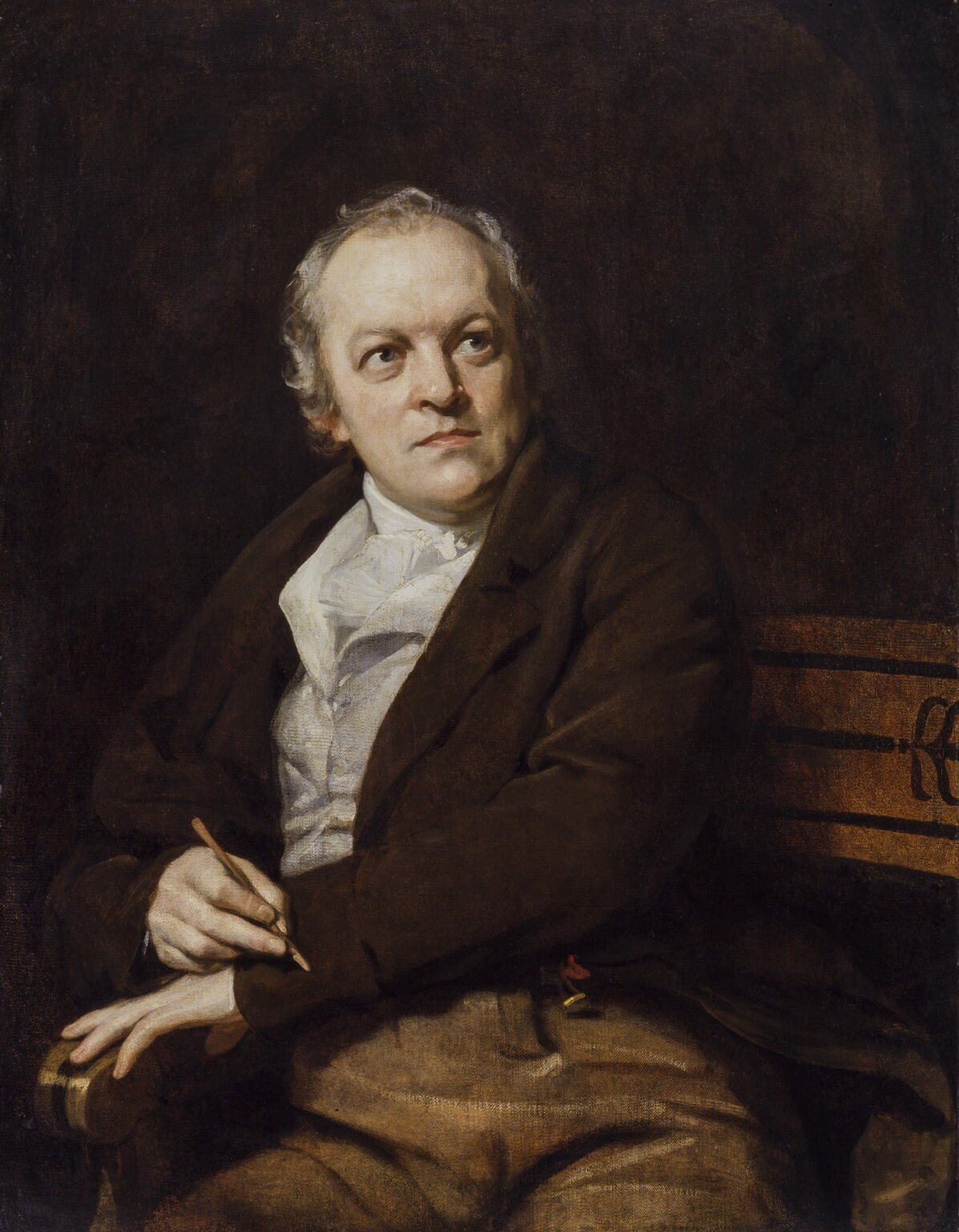
William Blake († 1827)

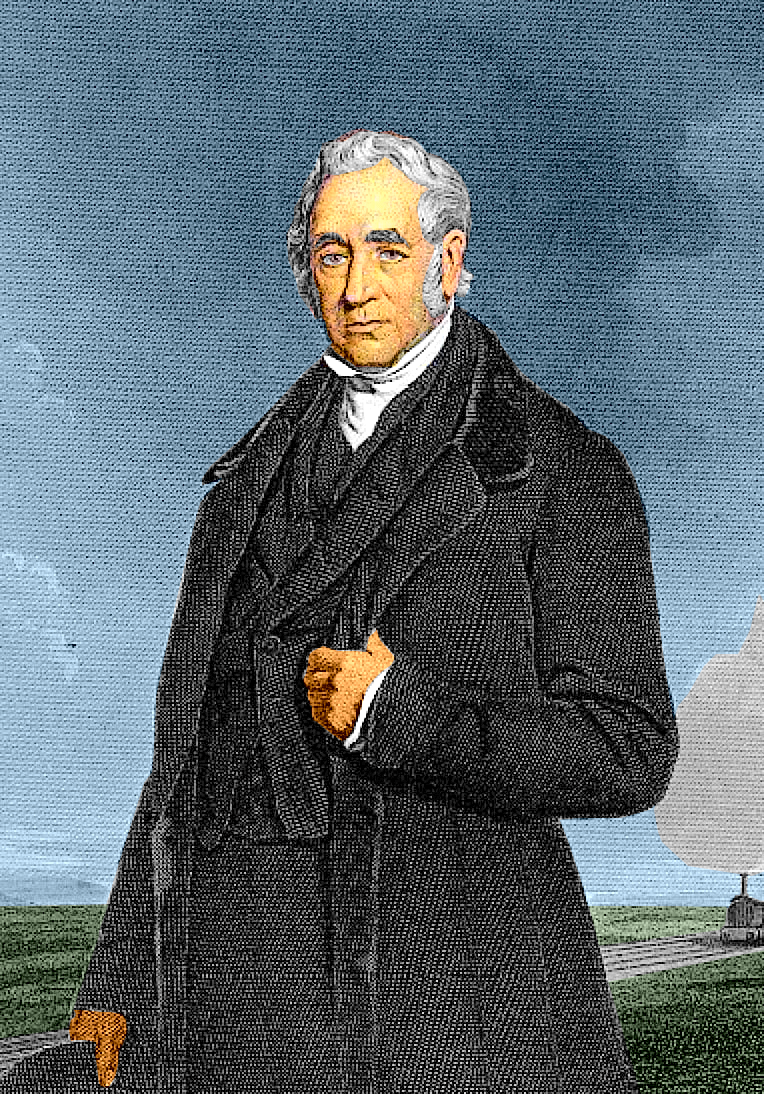
George Stephenson († 1848)

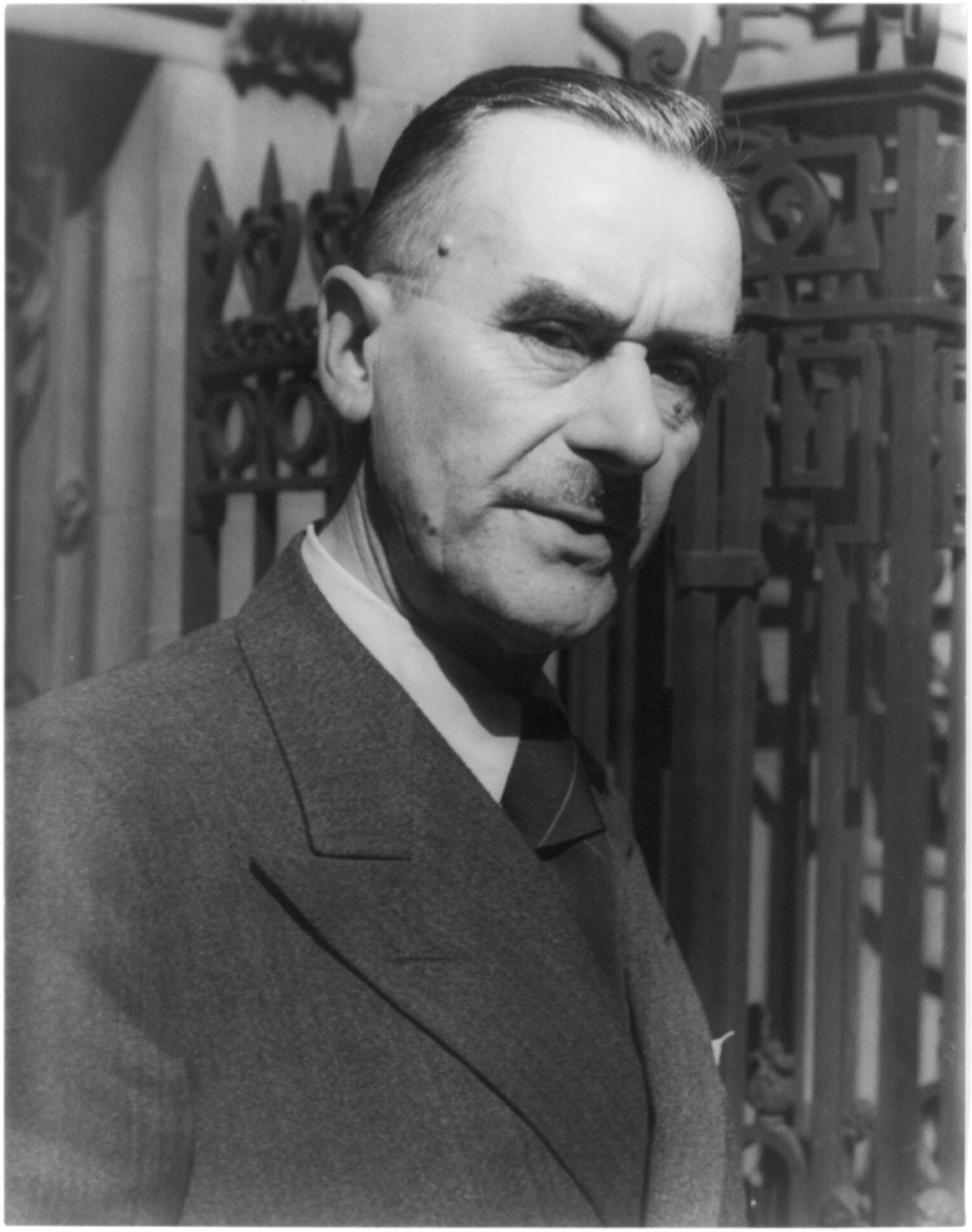
Thomas Mann († 1955)

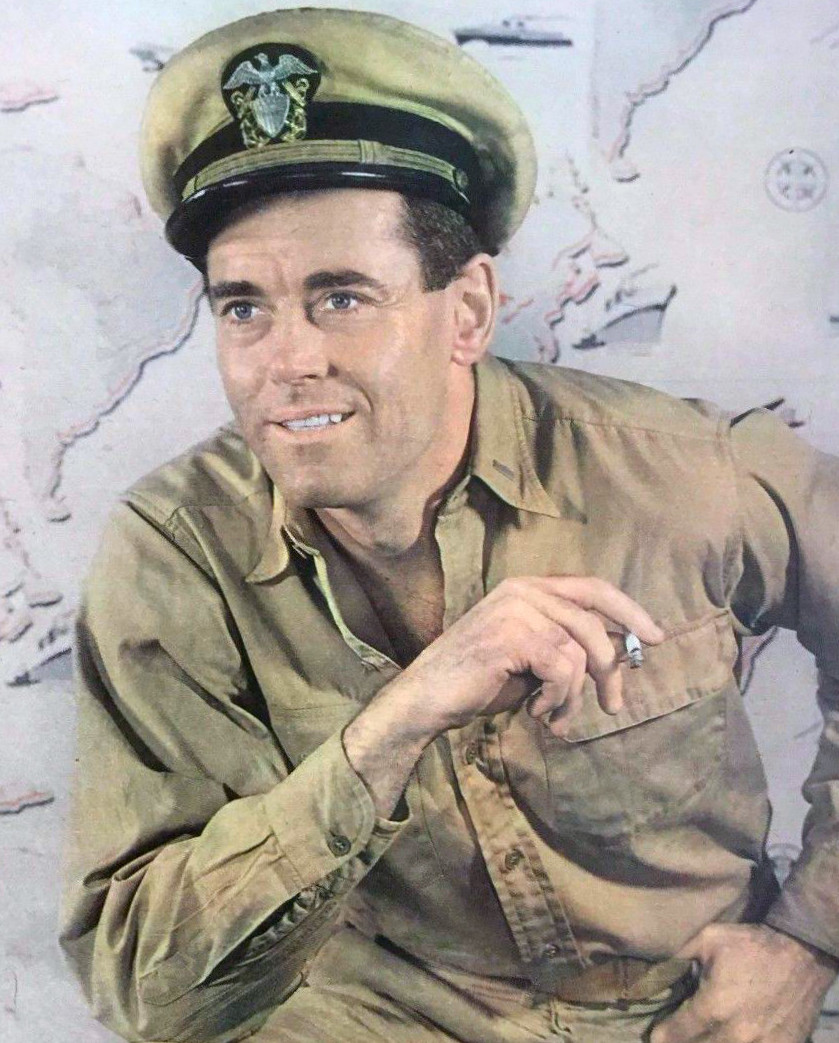
Henry Fonda († 1982)

- 30 př. n. l. – Kleopatra VII., poslední vládkyně Egypta (* 69 př. n. l.)
- 1156 – Blanka Navarrská, manželka budoucího kastilského krále Sancha III. (* 1137)
- 1183 – Markéta Navarrská, sicilská královna (* 1128)
- 1281 – Vladislav I. Opolský, opolsko-ratibořský kníže
- 1295 – Karel I. Martel, princ ze Salerna a titulární uherský král (* 1271)
- 1335 – Princ Morinaga, syn japonského císaře Go-Daiga (* 1308)
- 1424 – Jung-le, čínský císař (* 2. května 1360)
- 1484 – Sixtus IV., papež (* 21. července 1414)
- 1612 – Giovanni Gabrieli, italský skladatel (* 1557)
- 1633 – Jacopo Peri, italský zpěvák, varhaník a hudební skladatel (* 1561)
- 1636 – Michal Sendivoj ze Skorska, polský chemik a alchymista (* 2. února 1566)
- 1638 – Johannes Althusius, německý filozof (* 1563)
- 1674 – Philippe de Champaigne, francouzský malíř (* 26. května 1602)
- 1682 – Louis Raduit de Souches, vojevůdce (* 1608)
- 1689 – Inocenc XI., papež (* 16. května 1611)
- 1726 – Antonio Palomino, španělský malíř a kunsthistorik (* 1655)
- 1750 – Rachel Ruyschová, nizozemská malířka (* 3. června 1664)
- 1752 – Antonio Corradini, benátský sochař období rokoka (* 19. října 1688)
- 1822 – Robert Stewart, vikomt z Castlereaghu, britský ministr zahraničí (* 18. června 1769)
- 1827 – William Blake, anglický básník, grafik a ilustrátor (* 28. listopadu 1757)
- 1848 – George Stephenson, britský konstruktér parních lokomotiv (* 9. června 1781)
- 1887 – Josef Arnold, rakouský stavitel a kameník (* 24. prosince 1824)
- 1900 – Wilhelm Steinitz, šachista, první mistr světa v šachu (* 1836)
- 1901 – Adolf Erik Nordenskjöld, finsko-švédský botanik, geolog a cestovatel (* 18. listopadu 1832)
- 1904 – William Renshaw, anglický tenista (* 3. ledna 1861)
- 1906 – Andrej Karelin, ruský malíř a fotograf (* 16. července 1837)
- 1911 – Raimund von Stillfried, rakouský malíř a fotograf (* 6. srpna 1839)
- 1913 – Carlo Bourlet, francouzský vědec a vynálezce, matematik a esperantista (* 25. dubna 1866)
- 1934 – Henrik Petrus Berlage, nizozemský architekt a teoretik (* 21. února 1856)
- 1938 – Ludwig Borchardt, německý egyptolog (* 5. října 1863)
- 1942
  - Sabina Spielrein, ruská lékařka, psychoanalytička (* 7. listopadu 1885)
  - Jan Mauersberger, polský kněz, skautský vůdce a odbojář (* 4. září 1877)
- 1943 – Vittorio Sella, italský fotograf a horolezec (* 28. srpna 1859)
- 1944 – Berl Kacnelson, zakladatel dělnického sionismu (* 25. ledna 1887)
- 1945 – Karl Leisner, německý mučedník, blahoslavený (* 28. února 1915)
- 1948 – Arso Jovanović, černohorský partyzán a politik (* 24. března 1907)
- 1955
  - Thomas Mann, německý spisovatel (* 6. června 1875)
  - James Batcheller Sumner, americký chemik, Nobelova cena za chemii (* 19. listopadu 1887)
- 1962 – Reginald Ruggles Gates, kanadský antropolog, botanik a genetik (* 1. května 1882)
- 1964 – Ian Fleming, britský spisovatel (* 28. května 1908)
- 1973
  - Karl Ziegler, německý chemik, Nobelova cena za chemii 1963 (* 26. listopadu 1898)
  - Walter Rudolf Hess, švýcarský fyziolog (* 17. března 1881)
- 1975 – Pinchas Sapir, izraelský politik (* 15. října 1906)
- 1979
  - James Gordon Farrell, britský romanopisec (* 23. ledna 1935)
  - Ernst Boris Chain, britský biochemik, držitel Nobelovy ceny (* 19. června 1906)
- 1982
  - Varlam Tichonovič Šalamov, ruský spisovatel (* 25. července 1907)
  - Henry Fonda, americký herec (* 16. května 1905)
  - Julius Ringel, generál horských myslivců německého Wehrmachtu (* 22. května 1889)
  - Hubert Lanz, generál Wehrmachtu (* 22. května 1896)
- 1983 – Wavell Wakefield, anglický ragbista (* 10. března 1898)
- 1985 – Marcel Mihalovici, rumunsko-francouzský hudební skladatel (* 22. října 1898)
- 1988
  - Zerubavel Gil'ad, izraelský spisovatel (* 9. prosince 1912)
  - Jean-Michel Basquiat, americký malíř (* 22. prosince 1960)
- 1989 – William Bradford Shockley, americký fyzik a vynálezce, držitel Nobelovy ceny (* 13. února 1910)
- 1991 – Lin Feng-mien, čínský malíř (* 22. listopadu 1900)
- 1992 – John Cage, americký experimentální hudební skladatel (* 5. září 1912)
- 1997
  - Luther Allison, americký bluesový zpěvák a kytarista (* 17. srpna 1939)
  - Jack Delano, americký fotograf a hudební skladatel (* 1. srpna 1914)
- 1995 – Robert Stephens, britský filmový a divadelní herec (* 14. července 1931)
- 2000 – Loretta Youngová, americká herečka (* 6. ledna 1913)
- 2003 – Walter J. Ong, americký literární historik a teoretik (* 30. listopadu 1912)
- 2004 – Godfrey Newbold Hounsfield, britský inženýr, nositel Nobelovy ceny za fyziologii a medicínu (* 28. srpna 1919)
- 2006 – Georgi Rajkov, bulharský zápasník, volnostylař, olympijský vítěz (* 18. října 1953)
- 2008 – Vilma Jamnická, slovenská herečka (* 13. listopadu 1906)
- 2009
  - José Asenjo Sedano, španělský novinář, spisovatel a právník (* 12. dubna 1930)
  - Rashied Ali, americký jazzový bubeník (* 1. července 1935)
- 2010 – Richie Hayward, americký bubeník (* 6. února 1946)
- 2014 – Lauren Bacallová, americká filmová a divadelní herečka (* 16. září 1924)
- 2015
  - John Scott, anglický varhaník a sbormistr (* 18. června 1956)
  - Jaakko Hintikka, finský filozof (* 12. ledna 1929)
- 2018 – Samir Amin, egyptský marxistický ekonom (* 3. září 1931)
- 2019 – José Luis Brown, argentinský fotbalista a trenér (* 10. listopadu 1956)

## Svátky

### Česko
- Klára
- Jasna

### Svět
- Mezinárodní den mládeže
- Světový den slonů (slaví se dvakrát ročně, 12. srpna na počest afrických a 22. září na počest slonů asijských)
- Zambie: Den mladých (je-li pondělí)
- Kuba: Vítězství lidu proti tyranii
- Thajsko: Královniny narozeniny
- Itálie: Palio Del Golfo (je-li 2.neděle v měsíci)

Katolický kalendář
- sv. Cecilie, abatyše Lotrinská
- sv. Euplius

| 12. srpen v pražském KlementinuÚdaje jsou platné k 8. 7. 2025. | 12. srpen v pražském KlementinuÚdaje jsou platné k 8. 7. 2025. | 12. srpen v pražském KlementinuÚdaje jsou platné k 8. 7. 2025. |
| minimum                                                        | denní průměr                                                   | maximum                                                        |
| -------------------------------------------------------------- | -------------------------------------------------------------- | -------------------------------------------------------------- |
| 8,9 °C (1987)                                                  | 19,7 °C (od 1961)                                              | 35,1 °C (1998)                                                 |